# Phormictopus hirsutus
Phormictopus hirsutus är en spindelart som beskrevs av Embrik Strand 1907. Phormictopus hirsutus ingår i släktet Phormictopus och familjen fågelspindlar.
Artens utbredningsområde är Venezuela. Inga underarter finns listade i Catalogue of Life.